# نيوف-بريساش
نيوف-بريساش أو نيوف-بريزاخ (بالفرنسية: Neuf-Brisach ؛ بالألمانية: Neubreisach) هي بلدية تقع في إقليم الراين الأعلى، في منطقة الألزاس شمال شرق فرنسا. تم تسميتها باسم "بريساش الجديدة"، إشارةً إلى بلدة بريساش الألمانية على الجانب الأخر من نهر الراين. تم تصميم البلدة كحصن لحراسة الحدود، بعد توقيع معاهدة ريسويك عام 1697، وخسارة فرنسا لبلدة بريساش، والتي آلت إلى حكم عائلة هابسبورغ.

## توأمة
لنيوف-بريساش اتفاقيات توأمة مع كل من:
- برايزاخ
- Meilhan-sur-Garonne [الإنجليزية]‏

## مشاهير
- فرانسوا-جوسيف أوفنستين (1760-1837) القائد العام للمدينة خلال حروب الثورة الفرنسية.
- سيباستيان فوبان (1633-1707) مهندس عسكري عمل على تحصين المدينة.

## جاليري

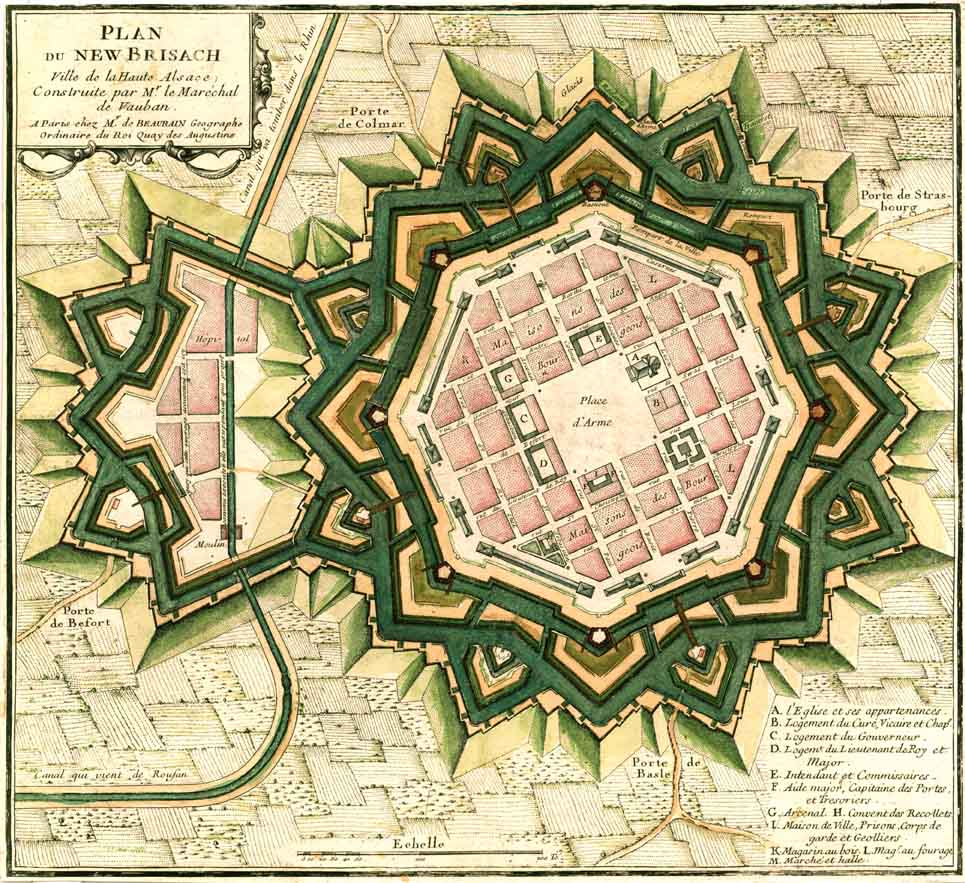
مخطط المدينة والحصن
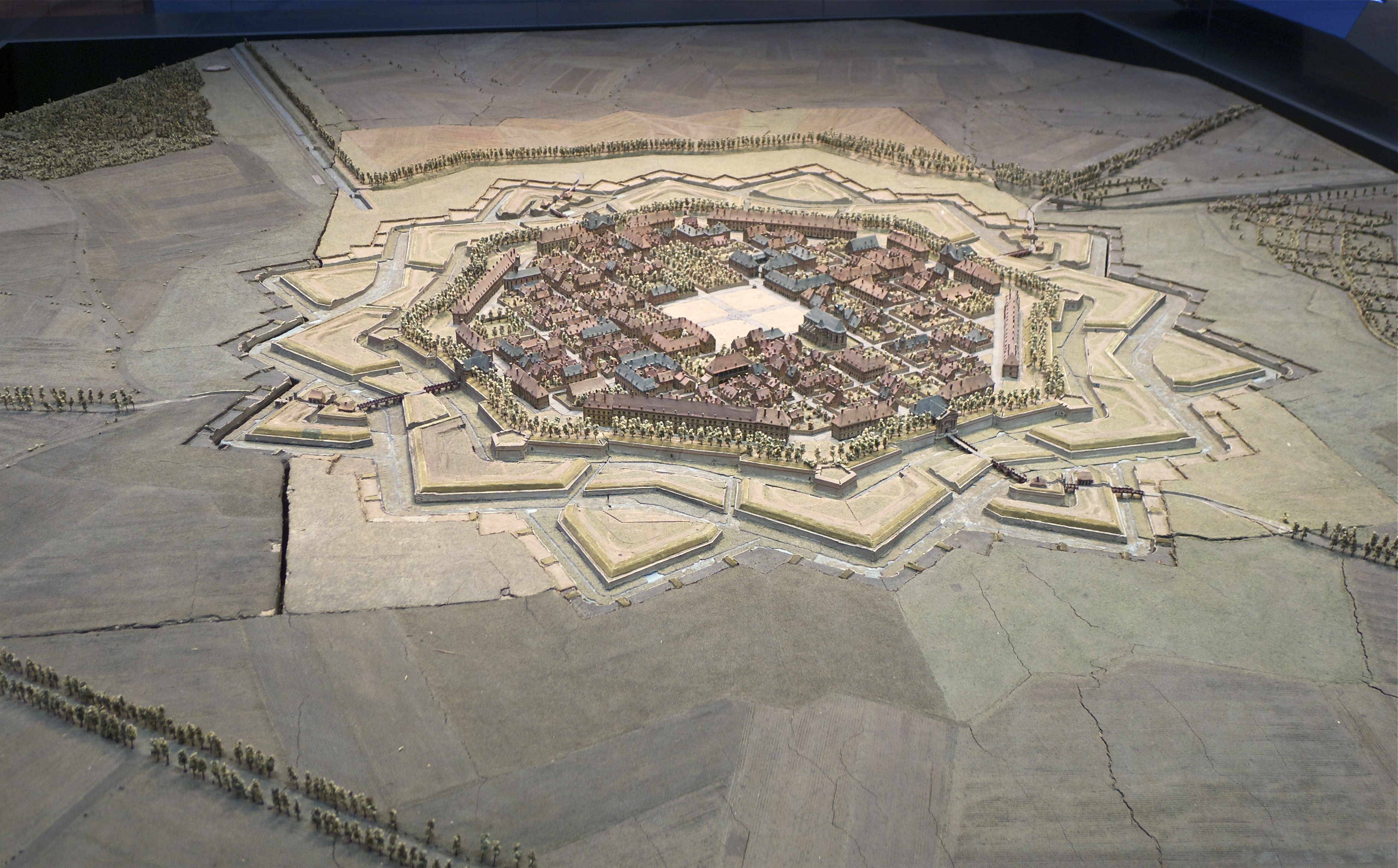
مجسم لمخطط المدينة
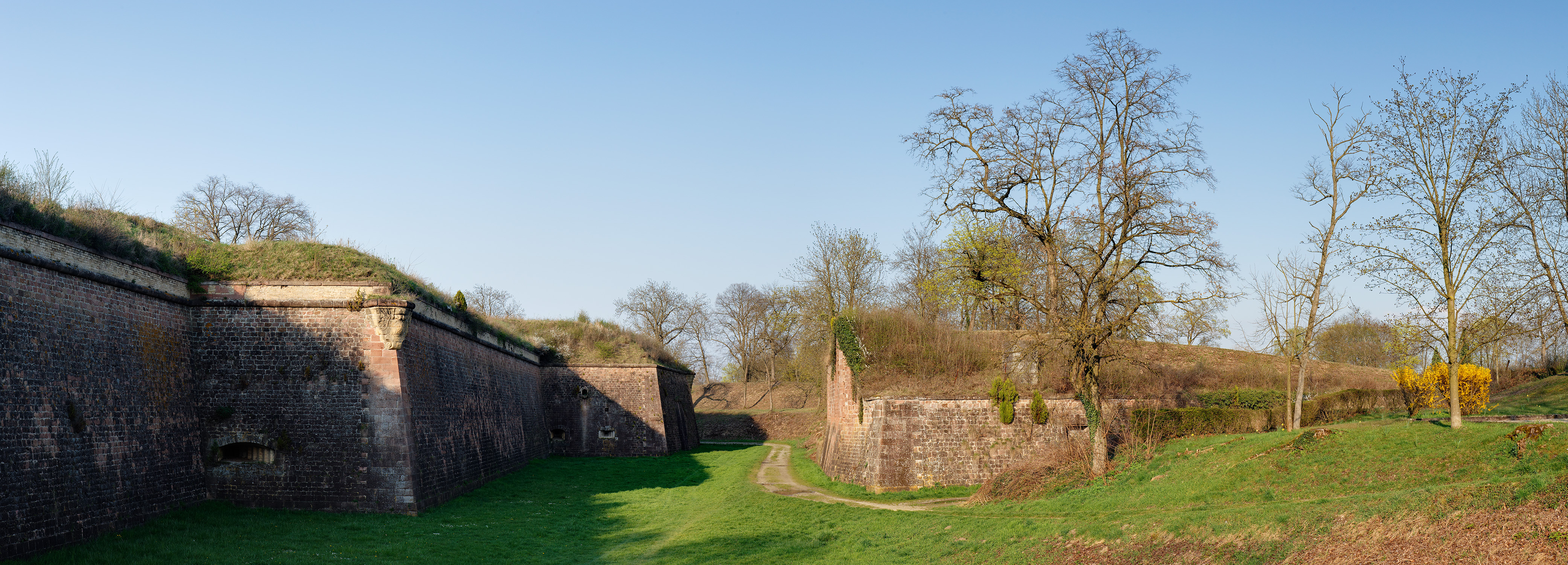
خنادق وتحصينات صممها فوبان

## وصلات خارجية
- كل ما يتعلق بنيوف-بريساش
- أنميشن لنيوف-بريساش(بالفرنسية)
- صور لنيوف-بريساش
- موقع إلكتروني عن حصن نيوف-بريساش
- زيارة إلى حصن نيوف-بريساش